# Tour der British Lions nach Australasien und Kanada 1966
| Tour der British Lions nach Australasien und Kanada 1966 | Tour der British Lions nach Australasien und Kanada 1966 | Tour der British Lions nach Australasien und Kanada 1966 | Tour der British Lions nach Australasien und Kanada 1966 | Tour der British Lions nach Australasien und Kanada 1966 |
| Übersicht                                                | S                                                        | G                                                        | U                                                        | N                                                        |
| -------------------------------------------------------- | -------------------------------------------------------- | -------------------------------------------------------- | -------------------------------------------------------- | -------------------------------------------------------- |
| Test Matches                                             | 06                                                       | 02                                                       | 0                                                        | 4                                                        |
| Sonstige Spiele                                          | 29                                                       | 21                                                       | 3                                                        | 5                                                        |
| Gesamt                                                   | 35                                                       | 23                                                       | 3                                                        | 9                                                        |
|                                                          |                                                          |                                                          |                                                          |                                                          |
| Australien                                               | 02                                                       | 02                                                       | 0                                                        | 0                                                        |
| Neuseeland                                               | 04                                                       | 0                                                        | 0                                                        | 4                                                        |

Die Tour der British Lions nach Australasien und Kanada 1966 war eine Rugby-Union-Tour der als British Lions bezeichneten Auswahlmannschaft (heute British and Irish Lions). Sie reiste von Mai bis September 1966 durch Australien und Neuseeland. Während dieser Zeit bestritten die Lions 35 Spiele, davon acht in Australien, 25 in Neuseeland und zwei auf der Rückreise in Kanada. Es standen zwei Test Matches gegen die australische Nationalmannschaft und vier Test Matches gegen die neuseeländische Nationalmannschaft auf dem Programm. Während alle Partien gegen die All Blacks verloren gingen, konnten die Lions beide Partien gegen die Wallabies für sich entscheiden. Die Spiele gegen regionale Auswahlteams endeten mit 20 Siegen, drei Unentschieden und fünf Niederlagen; hinzu kam ein Sieg gegen die kanadische Nationalmannschaft, wobei dieses Spiel nicht als Test Match zählte. Erstmals betreute ein Trainer das Team anstatt wie bisher ein Assistent des Tourmanagers.

## Spielplan
- Hintergrundfarbe grün = Sieg
- Hintergrundfarbe gelb = Unentschieden
- Hintergrundfarbe rot = Niederlage

(Test Matches sind grau unterlegt; Ergebnisse aus der Sicht der Lions)

### Spiele in Australien
| #  | Datum         | Gegner                         | Ort       | Stadion               | Ergebnis |
| -- | ------------- | ------------------------------ | --------- | --------------------- | -------- |
| 01 | 07. Mai 1966  | Western Australia Rugby Union  | Perth     | Perry Lakes Stadium   | 60:3     |
| 02 | 11. Mai 1966  | Rugby Union South Australia    | Adelaide  | Norwood Oval          | 38:11    |
| 03 | 14. Mai 1966  | Victorian Rugby Union          | Melbourne | Olympic Park Stadium  | 24:14    |
| 04 | 18. Mai 1966  | Australian Combined Country XV | Canberra  | Manuka Oval           | 6:3      |
| 05 | 21. Mai 1966  | New South Wales                | Sydney    | Sydney Sports Ground  | 6:6      |
| 06 | 28. Mai 1966  | Australien                     | Sydney    | Sydney Cricket Ground | 11:8     |
| 07 | 31. Mai       | Queensland Reds                | Brisbane  | Lang Park             | 26:3     |
| 08 | 04. Juni 1966 | Australien                     | Brisbane  | Lang Park             | 31:0     |

### Spiele in Neuseeland
| #  | Datum              | Gegner                                                | Ort              | Stadion                       | Ergebnis |
| -- | ------------------ | ----------------------------------------------------- | ---------------- | ----------------------------- | -------- |
| 09 | 11. Juni 1966      | Southland                                             | Invercargill     | Rugby Park Stadium            | 8:14     |
| 10 | 15. Juni 1966      | South Canterbury & Mid Canterbury & North Otago       | Timaru           | Fraser Park                   | 20:12    |
| 11 | 18. Juni 1966      | Otago Rugby Football Union                            | Dunedin          | Carisbrook                    | 9:17     |
| 12 | 22. Juni 1966      | New Zealand Universities                              | Christchurch     | Lancaster Park                | 24:11    |
| 13 | 25. Juni 1966      | Wellington Rugby Football Union                       | Wellington       | Athletic Park                 | 6:20     |
| 14 | 29. Juni 1966      | Nelson & Marlborough & Golden Bay-Motueka             | Nelson           | Trafalgar Park                | 22:14    |
| 15 | 02. Juli 1966      | Taranaki Rugby Football Union                         | New Plymouth     | Rugby Park                    | 12:9     |
| 16 | 06. Juli 1966      | Bay of Plenty Rugby Union                             | Rotorua          | Rotorua International Stadium | 6:6      |
| 17 | 09. Juli 1966      | North Auckland Rugby Football Union                   | Whangārei        | Okara Park                    | 6:3      |
| 18 | 16. Juli 1966      | Neuseeland                                            | Dunedin          | Carisbrook                    | 3:20     |
| 19 | 20. Juli 1966      | West Coast & Buller Rugby Football Union              | Westport         | Victoria Park                 | 25:6     |
| 20 | 23. Juli 1966      | Canterbury Rugby Football Union                       | Christchurch     | Lancaster Park                | 8:6      |
| 21 | 27. Juli 1966      | Manawatu & Horowhenua Rugby Football Union            | Palmerston North | Palmerston Oval               | 17:8     |
| 22 | 30. Juli 1966      | Auckland Rugby Football Union                         | Auckland         | Eden Park                     | 12:6     |
| 23 | 02. August 1966    | Wairarapa & Bush Rugby Football Union                 | Masterton        | Memorial Park                 | 9:6      |
| 24 | 06. August 1966    | Neuseeland                                            | Wellington       | Athletic Park                 | 12:16    |
| 25 | 10. August 1966    | Whanganui & King Country Rugby Football Union         | Wanganui         | Cooks Gardens                 | 6:12     |
| 26 | 13. August 1966    | New Zealand Māori                                     | Auckland         | Eden Park                     | 16:14    |
| 27 | 17. August 1966    | East Coast & Poverty Bay Rugby Football Union         | Gisborne         | Rugby Park                    | 9:6      |
| 28 | 20. August 1966    | Hawke’s Bay Rugby Union                               | Napier           | McLean Park                   | 11:11    |
| 29 | 27. August 1966    | Neuseeland                                            | Christchurch     | Lancaster Park                | 6:19     |
| 30 | 31. August 1966    | New Zealand Juniors                                   | Wellington       | Athletic Park                 | 9:3      |
| 31 | 03. September 1966 | Waikato Rugby Union                                   | Hamilton         | Rugby Park                    | 20:9     |
| 32 | 06. September 1966 | Counties Manukau & Thames Valley Rugby Football Union | Papakura         | Massey Park                   | 13:9     |
| 33 | 10. September 1966 | Neuseeland                                            | Auckland         | Eden Park                     | 11:24    |

### Spiele in Kanada
| #  | Datum              | Gegner                       | Ort       | Stadion        | Ergebnis |
| -- | ------------------ | ---------------------------- | --------- | -------------- | -------- |
| 34 | 14. September 1966 | British Columbia Rugby Union | Vancouver | Empire Stadium | 3:8      |
| 35 | 17. September 1966 | Kanada                       | Toronto   | Stanley Park   | 19:8     |

## Test Matches
| 28. Mai 1966 | Australien                                                | 8 : 11        | British Lions                                                               | Sydney Cricket Ground, Sydney Zuschauer: 42.303 Schiedsrichter: Kevin Crowe (Australien) |
| 28. Mai 1966 | Versuche: Miller Erhöhungen: Ruebner Straftritte: Ruebner | (5:0) Bericht | Versuche: Kennedy McLoughlin Erhöhungen: Rutherford Straftritte: Rutherford | Sydney Cricket Ground, Sydney Zuschauer: 42.303 Schiedsrichter: Kevin Crowe (Australien) |

Aufstellungen:
- Australien: Alan Cardy, Ken Catchpole, Peter Crittle, Greg Davis, Beres Ellwood, Jules Guerassimoff, Phil Hawthorne, Robin Heming, Peter Johnson, Tony Miller, George Ruebner, Peter Ryan, David Shepherd, John Thornett , Richard Trivett
- Lions: Dewi Bebb, Mike Campbell-Lamerton , Ken Jones, Kenneth Kennedy, Raymond McLoughlin, Noel Murphy, Alun Pask, Brian Price, Donald Rutherford, Jim Telfer, David Watkins, Stuart Watkins, Mike Weston, Denzil Williams, Roger Young

| 4. Juni 1966 | Australien | 0 : 31        | British Lions                                                                                               | Lang Park, Brisbane Zuschauer: 18.500 Schiedsrichter: Roger Vanderfield (Australien) |
| 4. Juni 1966 |            | (0:3) Bericht | Versuche: Bebb Jones (2) Murphy D. Watkins Erhöhungen: Wilson (5) Straftritte: Wilson Dropgoals: D. Watkins | Lang Park, Brisbane Zuschauer: 18.500 Schiedsrichter: Roger Vanderfield (Australien) |

Aufstellungen:
- Australien: John Brass, Alan Cardy, Ken Catchpole, Peter Crittle, Greg Davis, Jules Guerassimoff, Phil Hawthorne, Robin Heming, Peter Johnson, Tony Miller, George Ruebner, Peter Ryan, David Shepherd, John Thornett , Richard Trivett
- Lions: Dewi Bebb, Mike Campbell-Lamerton , Ken Jones, Kenneth Kennedy, Raymond McLoughlin, Noel Murphy, Alun Pask, Brian Price, Jim Telfer, David Watkins, Stuart Watkins, Mike Weston, Denzil Williams, Stewart Wilson, Roger Young

| 16. Juli 1966 | Neuseeland                                                                                              | 20 : 3         | British Lions       | Carisbrook, Dunedin Zuschauer: 43.000 Schiedsrichter: John Pring (Neuseeland) |
| 16. Juli 1966 | Versuche: Lochore McLeod Williment Erhöhungen: Williment Straftritte: Williment (2) Dropgoals: Herewini | (11:3) Bericht | Straftritte: Wilson | Carisbrook, Dunedin Zuschauer: 43.000 Schiedsrichter: John Pring (Neuseeland) |

Aufstellungen:
- Neuseeland: Ken Gray, Jack Hazlett, Mack Herewini, Chris Laidlaw, Brian Lochore , Ian MacRae, Bruce McLeod, Colin Meads, Stan Meads, Waka Nathan, Ronald Rangi, Ian Smith, Tony Steel, Kel Tremain, Michael Williment
- Lions: Dewi Bebb, Mike Campbell-Lamerton , Mike Gibson, Ken Jones, Kenneth Kennedy, Ronald Lamont, Colin McFadyean, Howard Norris, Alun Pask, Brian Price, Jim Telfer, David Watkins, Denzil Williams, Stewart Wilson, Roger Young

| 6. August 1966 | Neuseeland                                                                     | 16 : 12       | British Lions                          | Athletic Park, Wellington Zuschauer: 44.425 Schiedsrichter: (Neuseeland) |
| 6. August 1966 | Versuche: Meads Steel Tremain Erhöhungen: Williment (2) Straftritte: Williment | (8:9) Bericht | Straftritte: Wilson Dropgoals: Watkins | Athletic Park, Wellington Zuschauer: 44.425 Schiedsrichter: (Neuseeland) |

Aufstellungen:
- Neuseeland: Ken Gray, Jack Hazlett, Mack Herewini, Chris Laidlaw, Brian Lochore , Ian MacRae, Bruce McLeod, Colin Meads, Stan Meads, Waka Nathan, Ronald Rangi, Ian Smith, Tony Steel, Kel Tremain, Michael Williment
- Lions: Dewi Bebb, Mike Gibson, Alexander Hinshelwood, Frank Laidlaw, Ronald Lamont, Allan Lewis, Willie John McBride, Colin McFadyean, Howard Norris, Noel Murphy, Jim Telfer, Delme Thomas, David Watkins , Denzil Williams, Stewart Wilson

| 27. August 1966 | Neuseeland                                                                      | 19 : 6        | British Lions            | Lancaster Park, Christchurch Zuschauer: 52.000 Schiedsrichter: (Neuseeland) |
| 27. August 1966 | Versuche: Nathan (2) Steel Erhöhungen: Williment (2) Straftritte: Williment (2) | (6:6) Bericht | Versuche: Lamont Watkins | Lancaster Park, Christchurch Zuschauer: 52.000 Schiedsrichter: (Neuseeland) |

Aufstellungen:
- Neuseeland: Ken Gray, Jack Hazlett, Mack Herewini, Chris Laidlaw, Brian Lochore , Ian MacRae, Bruce McLeod, Colin Meads, Stan Meads, Waka Nathan, Ronald Rangi, Ian Smith, Tony Steel, Kel Tremain, Michael Williment
- Lions: Dewi Bebb, Mike Campbell-Lamerton , Mike Gibson, Frank Laidlaw, Ronald Lamont, Allan Lewis, Willie John McBride, Colin McFadyean, Noel Murphy, Howard Norris, Alun Pask, Delme Thomas, David Watkins, Stuart Watkins, Stewart Wilson

| 10. September 1966 | Neuseeland                                                                                              | 24 : 11        | British Lions                                                          | Eden Park, Auckland Zuschauer: 58.000 Schiedsrichter: Patrick Murphy (Neuseeland) |
| 10. September 1966 | Versuche: Dick MacRae Nathan Steel Erhöhungen: Williment (3) Straftritte: Williment Dropgoals: Herewini | (10:8) Bericht | Versuche: Hinshelwood McFadyean Erhöhungen: Wilson Straftritte: Wilson | Eden Park, Auckland Zuschauer: 58.000 Schiedsrichter: Patrick Murphy (Neuseeland) |

Aufstellungen:
- Neuseeland: Malcolm Dick, Ken Gray, Jack Hazlett, Mack Herewini, Chris Laidlaw, Brian Lochore , Ian MacRae, Bruce McLeod, Colin Meads, Stan Meads, Waka Nathan, Ronald Rangi, Tony Steel, Kel Tremain, Michael Williment
- Lions: Dewi Bebb, Mike Gibson, Alexander Hinshelwood, Kenneth Kennedy, Ronald Lamont, Allan Lewis, Willie John McBride, Colin McFadyean, Raymond McLoughlin, Alun Pask, Brian Price, Jim Telfer, David Watkins, Denzil Williams, Stewart Wilson

## Kader

### Management
- Tourmanager: D. J. O’Brien
- Trainer: John Robins
- Kapitän: Mike Campbell-Lamerton

### Spieler
| Spieler               | Position         | Mannschaft                    |
| --------------------- | ---------------- | ----------------------------- |
| Allan Lewis           | Gedrängehalb     | Abertillery RFC               |
| Roger Young           | Gedrängehalb     | Queen’s University RFC        |
| David Watkins         | Verbindungshalb  | Newport RFC                   |
| Barry Bresnihan       | Innendreiviertel | University College Dublin RFC |
| Ken Jones             | Innendreiviertel | Cardiff RFC                   |
| Colin McFadyean       | Innendreiviertel | Moseley RFC                   |
| Jerry Walsh           | Innendreiviertel | Sundays Well RFC              |
| Mike Weston           | Innendreiviertel | Durham City RFC               |
| Mike Gibson           | Innendreiviertel | Cambridge University RUFC     |
| Dewi Bebb             | Außendreiviertel | Swansea RFC                   |
| Alexander Hinshelwood | Außendreiviertel | London Scottish FC            |
| Keith Savage          | Außendreiviertel | Northampton Saints            |
| Stuart Watkins        | Außendreiviertel | Newport RFC                   |
| Terry Price           | Schlussmann      | Llanelli RFC                  |
| Donald Rutherford     | Schlussmann      | Gloucester RFC                |
| Stewart Wilson        | Schlussmann      | London Scottish FC            |

| Spieler                | Position             | Mannschaft         |
| ---------------------- | -------------------- | ------------------ |
| Kenneth Kennedy        | Hakler               | CIYMS              |
| Frank Laidlaw          | Hakler               | Melrose RFC        |
| Raymond McLoughlin     | Pfeiler              | Newcastle Falcons  |
| Howard Norris          | Pfeiler              | Cardiff RFC        |
| David Powell           | Pfeiler              | Northampton Saints |
| Denzil Williams        | Pfeiler              | Ebbw Vale RFC      |
| Willie John McBride    | Zweite-Reihe-Stürmer | Ballymena RFC      |
| Noel Murphy            | Zweite-Reihe-Stürmer | Cork Constitution  |
| Brian Price            | Zweite-Reihe-Stürmer | Newport RFC        |
| Delme Thomas           | Zweite-Reihe-Stürmer | Llanelli RFC       |
| Derrick Grant          | Flügelstürmer        | Hawick RFC         |
| Gareth Prothero        | Flügelstürmer        | Bridgend RFC       |
| Mike Campbell-Lamerton | Nummer Acht          | London Scottish FC |
| Ronald Lamont          | Nummer Acht          | Instonians         |
| Alun Pask              | Nummer Acht          | Abertillery RFC    |
| Jim Telfer             | Nummer Acht          | Melrose RFC        |